# Большеелховское сельское поселение
Большеелховское се́льское поселе́ние — муниципальное образование в составе Лямбирского района Республики Мордовия. Административный центр — село Большая Елховка. 
- На территории поселения находятся 2 населённых пункта — село Большая Елховка и деревня Малая Елховка. Общая численность населения — 4283 человека (по данным переписи 2010 г.).

## Населённые пункты
- село Большая Елховка;
- деревня Малая Елховка.

## Население
Численность населения поселения  составляет более 4000 человек.

## Экономика
1 крупное предприятие:
ОАО "Агрофирма "Октябрьская".

## Связь
- Проводная телефонная связь (код +7 834 41)
- Почтовое отделение в селе Большая Елховка (индекс 431503).

## Социальная сфера

### Образование
- Средняя школа в селе Большая Елховка.
- Детский сад "Золотой петушок" в селе Большая Елховка.

### Медицина
Больница в селе Большая Елховка.

### Культура
Библиотека, дом культуры, школа искусств в селе Большая Елховка

### Спорт
Физкультурно-оздоровительный комплекс, ДЮСШ (футбол, легкая атлетика, греко-римская борьба) в селе Большая Елховка.